# 오토 에른스트 레머

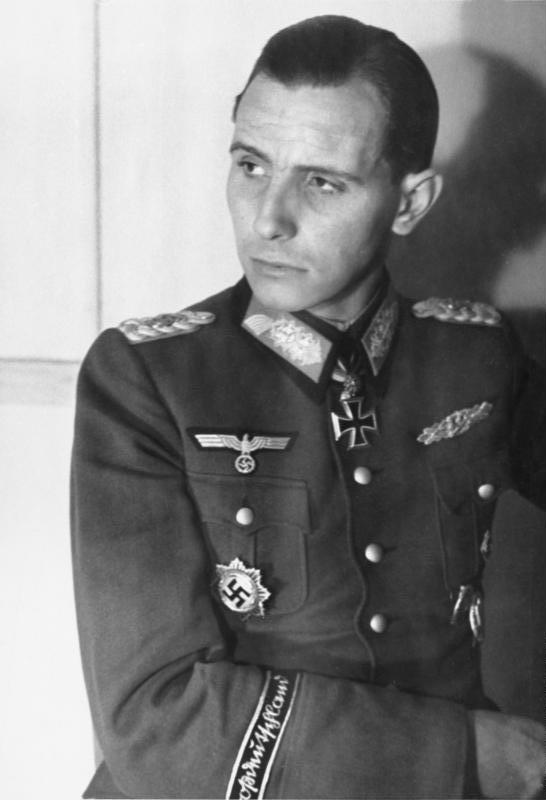
오토 에른스트 레머 (1945년 1월)

오토 에른스트 프리츠 아돌프 레머(Otto Ernst Fritz Adolf Remer, 1912년 8월 18일 독일 제국 노이브란덴부르크 ~ 1997년 10월 4일 스페인 마르베야 인근)는 독일 국방군 장교로 1944년 7월 20일 히틀러 암살 미수 이후 쿠데타 시도를 진압하는 데 참여했다. 제2차 세계 대전 이후 극우 정치자기자 선전가로 부상했으며 홀로코스트 부정을 비롯한 정치적 위법 발언으로 여러 차례 유죄 판결을 받았다.

## 가족
오토 에른스트 레머는 메클렌부르크 노이브란덴부르크 앞 마을의 개신교 집안에서 6남 중 장남으로 자랐다. 부모는 토지 관리인이자 이후 사법 검사관이 된 오토 에른스트 아우구스트 마틴 레머(1888년 11월 12일 노이브란덴부르크 출생)와 그의 아내 엘리자베스 아우구스트 프리데리케(혼전 성 필그림, 1889년 1월 17일 출생)이었다. 가족은 노이브란덴부르크에서 여러 세대에 걸쳐 독립적인 장인으로 활동했다. 레머 형제는 제2차 세계 대전에서 전사했다.
레머는 현지 인문계 김나지움에 다녔고 그곳에서 졸업 시험인 아비투어에 합격했다. 레머에겐 일찍부터 장교가 되고 싶다는 열망이 있었다. 13세 때 레머는 분디슈 유겐트(동맹청년단)에 소속된 청소년 단체인 융스투름의 회원이 되었다. 레머의 열정적인 노력이 눈에 띄어, 아우구스트 폰 마켄젠 야전 원수가 레머의 독일 국가방위군 장교 임관 신청을 지지했다고 한다.
레머는 두 번 결혼했으며, 첫 번째 결혼에서 두 아들과 딸을 낳았다.

## 군사 경력
1933년 4월, 레머는 콜베르크에 있는 제4(프로이센)보병연대에 사관생도로 입대했다. 1939년 9월 1일, 그는 중위 계급에 올랐고 폴란드 침공 당시 보병 포병 중대장을 맡았다. 프랑스 공방전이 시작되기 전에 그는 제9기갑사단의 기계화보병 포병 중대를 지휘했다. 이 부대를 이끌 레머는 발칸 전역과 독소 전쟁에도 참전했다.